# Gael Sandoval
Walter Gael Sandoval Contreras (Guadalajara, Jalisco, México; 5 de noviembre de 1995) es un futbolista mexicano que juega de en la posición de mediocampista; su actual equipo son los Leones Negros de la U. de G. de la Liga de Expansión MX.

## Trayectoria

### Inicios y Club Santos Laguna
Empezó jugando con el Club Deportivo Oro de la Tercera División de México. Para el 2011, pasó a formar parte de las fuerzas básicas del Club Deportivo Estudiantes Tecos en donde jugó durante un año. En el draft del Torneo Apertura 2012 se oficializó su traspaso al Club Santos Laguna.
En marzo del 2013, durante una gira por Italia en la que el Santos Laguna (usando un combinado de jugadores sub-17 y sub-20) disputó el Torneo de Viareggio, Sandoval terminó el torneo con tres goles y despertó el interés de los visores del A. S. Roma que se encontraban observaron los partidos del torneo, por lo que fue invitado a probarse con el primer equipo durante dos días. Aunque en México no se habló mucho de esto, en Italia dieron por hecho que en el mercado de verano Sandoval pasaría en calidad de préstamo al club italiano. A pesar de los rumores, Sandoval permaneció en el Santos.
Debutó con el primer equipo en un partido de la Copa México, el 23 de julio de 2013, en la victoria de 3-0 contra el Club Zacatepec. El 30 de noviembre de 2013, Santos venció de visitante por marcador de 0-1 al Club León en el Estadio León y así se coronó campeón del Torneo Apertura 2013 Sub-20. En febrero de 2014 volvió a participar en la Copa Viareggio, jugó los tres partidos que disputó su equipo en la competencia.
El 10 de abril de 2014, debutó en la Copa Libertadores de América en el último partido de la fase de grupos en contra del Arsenal Fútbol Club, el resultado fue de 3-0 a favor del equipo argentino.

### Fútbol Club Juárez
Fue enviado a préstamo durante la temporada 2015-16 al Fútbol Club Juárez. Con el equipo fronterizo logró la titularidad, jugó 35 partidos a lo largo de la temporada y obtuvo el campeonato del Torneo Apertura 2015 al derrotar en la final de la Liga de Ascenso a Atlante. Perdió la final de ascenso ante Club Necaxa.
Hizo su debut el 25 de julio de 2015 ante los Lobos BUAP.

### Club Santos Laguna (Segunda Etapa)
En el Apertura 2016 se oficializa su regreso a Santos tras terminar su préstamo y logró su debut en primera división el 17 de julio en la jornada 1 del torneo apertura 2016 ante Tigres, entró de cambio al minuto 65 en lugar del chileno Bryan Rabello.
Ganó el balón de oro al novato del año de la temporada 2016-17.

### Club Deportivo Guadalajara
Se hizo oficial su traspaso al Club Deportivo Guadalajara en un comunicado oficial de Chivas el 20 de noviembre de 2017,
donde se convierte en el primer refuerzo de cara al Clausura 2018, la transacción fue de 3 millones de dólares.

## Selección nacional

### Categorías inferiores
Fue convocado por la selección sub-18 para participar en la Copa Niigata, México goleo al cuadro de Niigata en su primer partido por marcador de 7-1, en este partido Sandoval anotó cinco goles, en el segundo partido contra Hungría, el partido terminó 3-1 a favor de México y en su último partido cayó ante Japón 1-0, sin embargo la diferencia de goles los favoreció y gracias a esto se alzaron con el título de campeón. los cinco goles que anotó en su primer partido le bastaron para terminar como goleador del certamen.
En enero de 2013, participó en la Copa del Atlántico (Canarias), en donde su selección terminó como segundo lugar del certamen resultado de un empate ante España, otro ante Portugal, en donde Sandoval anotó el gol del empate, y una victoria sobre Canarias. En septiembre, fue convocado para participar en el Beijing Hyundai International Youth Football Tournament, México se coronó campeón del cuadrangular al terminar con una victoria ante Corea del Sur, en donde Sandoval anotó dos goles, otra victoria sobre Croacia, y un empate contra China.

## Estadísticas
Actualizado al último partido jugado el 28 de marzo de 2024.
| Club | Div           | Temporada     | Liga | Liga | Liga | Copas nacionales(1) | Copas nacionales(1) | Copas nacionales(1) | Torneos internacionales(2) | Torneos internacionales(2) | Torneos internacionales(2) | Total | Total | Total |
| Club | Div           | Temporada     | PJ   | G    | A    | PJ                  | G                   | A                   | PJ                         | G                          | A                          | PJ    | G     | A     |
| --- | ------------- | ------------- | ---- | ---- | ---- | ------------------- | ------------------- | ------------------- | -------------------------- | -------------------------- | -------------------------- | ----- | ----- | ----- |
| C. Santos Laguna · México |               |               |      |      |      |                     |                     |                     |                            |                            |                            |       |       |       |
| 1ª | 2013-14       | -             | -    | -    | 4    | 0                   | 0                   | 1                   | 0                          | 0                          | 4                          | 0     | 0     |       |
| 1ª | 2014-15       | -             | -    | -    | -    | -                   | -                   | -                   | -                          | -                          | 0                          | 0     | 0     |       |
| Total club | Total club    | 0             | 0    | 0    | 4    | 0                   | 0                   | 1                   | 0                          | 0                          | 5                          | 0     | 0     |       |
| F. C. Juárez · México |               |               |      |      |      |                     |                     |                     |                            |                            |                            |       |       |       |
| 2ª | 2015-16       | 35            | 0    | ?    | 3    | 0                   | 0                   | -                   | -                          | -                          | 38                         | 0     | 0     |       |
| Total club | Total club    | 35            | 0    | 0    | 3    | 0                   | 0                   | 0                   | 0                          | 0                          | 38                         | 0     | 0     |       |
| C. Santos Laguna · México |               |               |      |      |      |                     |                     |                     |                            |                            |                            |       |       |       |
| 1ª | 2016-17       | 35            | 2    | 9    | 7    | 0                   | 0                   | -                   | -                          | -                          | 42                         | 2     | 9     |       |
| 1ª | 2017          | 14            | 0    | 3    | 2    | 0                   | 2                   | -                   | -                          | -                          | 16                         | 0     | 5     |       |
| 1ª | 2020          | 14            | 3    | 0    | -    | -                   | -                   | -                   | -                          | -                          | 14                         | 3     | 0     |       |
| Total club | Total club    | 63            | 5    | 12   | 9    | 0                   | 2                   | 0                   | 0                          | 0                          | 72                         | 5     | 14    |       |
| C. D. Guadalajara · México |               |               |      |      |      |                     |                     |                     |                            |                            |                            |       |       |       |
| 1ª | 2018          | 13            | 0    | 0    | -    | -                   | -                   | 3                   | 0                          | 2                          | 16                         | 0     | 2     |       |
| 1ª | 2018-19       | 16            | 1    | 2    | 4    | 2                   | 0                   | 2                   | 1                          | 0                          | 22                         | 4     | 2     |       |
| 1ª | 2019          | 7             | 0    | 0    | 4    | 0                   | 0                   | -                   | -                          | -                          | 11                         | 0     | 0     |       |
| Total club | Total club    | 36            | 1    | 2    | 8    | 2                   | 0                   | 5                   | 1                          | 2                          | 49                         | 4     | 2     |       |
| Mazatlán F. C. · México |               |               |      |      |      |                     |                     |                     |                            |                            |                            |       |       |       |
| 1ª | C-2021        | 14            | 0    | 1    | -    | -                   | -                   | -                   | -                          | -                          | 14                         | 0     | 1     |       |
| 1ª | A-2021        | 3             | 0    | 0    | -    | -                   | -                   | -                   | -                          | -                          | 3                          | 0     | 0     |       |
| Total club | Total club    | 17            | 0    | 1    | 0    | 0                   | 0                   | 0                   | 0                          | 0                          | 17                         | 0     | 1     |       |
| Wellington Phoenix Nueva Zelanda |               |               |      |      |      |                     |                     |                     |                            |                            |                            |       |       |       |
| 1ª | 2022          | 20            | 6    | 0    | 1    | 0                   | 0                   | -                   | -                          | -                          | 21                         | 6     | 0     |       |
| Total club | Total club    | 20            | 6    | 0    | 1    | 0                   | 0                   | 0                   | 0                          | 0                          | 21                         | 6     | 0     |       |
| Vancouver F. C. · Canadá |               |               |      |      |      |                     |                     |                     |                            |                            |                            |       |       |       |
| 1ª | 2023          | 12            | 1    | 0    | 1    | 0                   | 0                   | -                   | -                          | -                          | 13                         | 1     | 0     |       |
| Total club | Total club    | 12            | 1    | 0    | 1    | 0                   | 0                   | 0                   | 0                          | 0                          | 13                         | 1     | 0     |       |
| Leones Negros · México |               |               |      |      |      |                     |                     |                     |                            |                            |                            |       |       |       |
| 2ª | 2023-24       | 25            | 4    | 0    | -    | -                   | -                   | -                   | -                          | -                          | 25                         | 4     | 0     |       |
| Total club | Total club    | 25            | 4    | 0    | 0    | 0                   | 0                   | 0                   | 0                          | 0                          | 25                         | 4     | 0     |       |
| Total carrera | Total carrera | Total carrera | 208  | 17   | 10   | 26                  | 2                   | 2                   | 6                          | 1                          | 2                          | 240   | 20    | 17    |
| (1)Incluye datos de la Copa México (2)Incluye datos de la Copa Libertadores de América (2014) (3)Incluye datos de la Liga de Campeones de la Concacaf (2018) (4)Incluye datos de la Copa Mundial de Clubes de la FIFA (2018) |               |               |      |      |      |                     |                     |                     |                            |                            |                            |       |       |       |

## Palmarés

### Campeonatos nacionales
| Título     | Equipo        | País   | Año  |
| ---------- | ------------- | ------ | ---- |
| Liga MX    | Santos Laguna | México | 2015 |
| Ascenso MX | Juárez        | México | 2015 |

#### Campeonatos internacionales
| Título                        | Club        | País   | Año  |
| ----------------------------- | ----------- | ------ | ---- |
| Liga Campeones de la Concacaf | Guadalajara | México | 2018 |

### Campeonatos internacionales amistosos
| Título                                                  | Equipo              | País  | Año  |
| ------------------------------------------------------- | ------------------- | ----- | ---- |
| Copa Niigata                                            | Selección de México | Japón | 2012 |
| Beijing Hyundai International Youth Football Tournament | Selección de México | China | 2013 |

### Distinciones individuales
| Distinción                                                      | Año     |
| --------------------------------------------------------------- | ------- |
| Máximo goleador de la Copa Niigata                              | 2012    |
| Balón de Oro al Novato del año de la Primera División de México | 2016-17 |